# Centaurea aegyptiaca
Centaurea aegyptiaca — вид рослин роду волошка (Centaurea), з родини айстрових (Asteraceae).

## Біоморфологічна характеристика
Хамефіт. Листки розсічені; прилистки відсутні. Квіточки жовті й кремові. Період цвітіння: квітень, травень.

## Середовище проживання
Країни проживання: Ізраїль, Єгипет, Судан, Оман, Саудівська Аравія. Населяє чагарникові степи.